# Veleposlaništvo Republike Slovenije v Braziliji
Veleposlaništvo Republike Slovenije v Braziliji (uradni naziv Veleposlaništvo Republike Slovenije Brasília, Brazilija) je diplomatsko-konzularno predstavništvo (veleposlaništvo) Republike Slovenije s sedežem v Brasílii (Brazilija). Pristojno je tudi za Bolivijo, Ekvador, Kolumbijo in Venezuelo.
Trenutna veleposlanica je Mateja Kračun.

## Veleposlaniki
- Mateja Kračun (2023-danes)
- Gorazd Renčelj (2019-2023)
- Alain Brian Bergant (2015-2019)[1]
- Milena Šmit (2010-2015)